# Svetlana Visintin
Svetlana Visintin, slovenska kostumografka, * 26. februar 1959, Koper, † 2. julij 2016.
Leta 1993 je z življenjskim sopotnikom Leom Kulašem prejela Borštnikovo nagrado za kostumografijo Božanske komedije v režiji Tomaža Pandurja, leta 1994 pa sta za isto kostumografijo prejela še nagrado Prešernovega sklada .